# Västerleden, Helsingfors

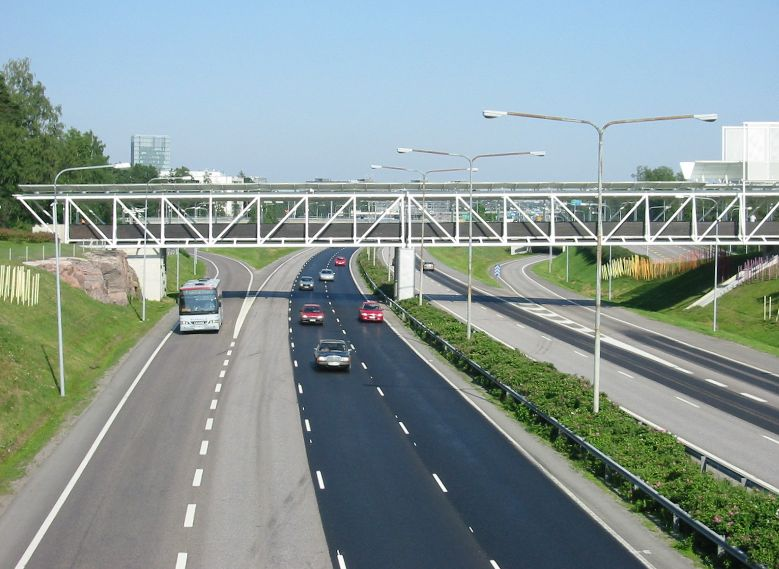
Västerleden vid Hagalund

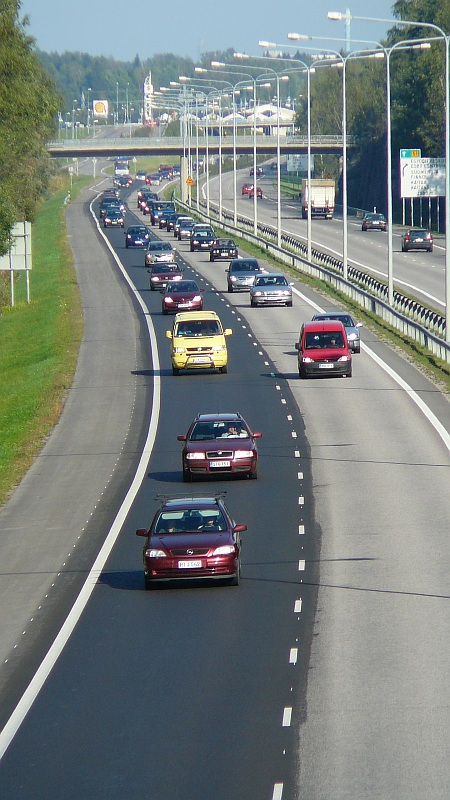
Västerleden vid Nöykis

Västerleden (finska: Länsiväylä) är en motorväg från Helsingfors västerut till Kyrkslätt, genom bland annat Esbo. Västerleden har numreringen Stamväg 51 som fortsätter som landsväg till Karis. 

## Historik
Västerledens första avsnitt mellan Drumsö och Finno blev klart 1965. Två år senare byggdes Lappviks bro mellan Drumsö och Gräsviken, medan sträckan västerut från Finno till Stensvik blev klar 1969. Motorvägen byggdes till största delen på den gamla Jorvasvägen som färdigställdes på 1930-talet. Under 1990-talet breddades Västerleden i sin östra del, samtidigt som ramper byggdes om.
Åren 2010–2013 förlängdes motorvägsavsnittet ytterligare tio kilometer från Stensvik till Kyrkslätts centrum. Den planskilda korsningen och ett kort fyrfiligt avsnitt vid Kyrkslätt hade ändå byggts redan 1990. Motorvägen byggdes genom att bredda den existerande landsvägen från 1960-talet och genom att förverkliga korsningarna med planskilda lösningar. Byggprojektet kostade 80 miljoner euro. Ursprungligen beviljade regeringen 48 miljoner euro för ändamålet i sin budget för 2007 . På grund av ändrade prioriteringar och förhöjda kostnader sköts den planerade byggstarten upp från 2008 till 2010.  

## Avfarter
Avfarter från Helsingfors centrum:
|                             | Nr                | Trafikplats                      | Korsande väg     | Skyltning                            |
| --------------------------- | ----------------- | -------------------------------- | ---------------- | ------------------------------------ |
|                             | 51 Motorväg (3+2) |                                  |                  |                                      |
|                             |                   |                                  | Porkalagatan     | centrum, Tölö, Kampen, Västra hamnen |
|                             |                   | (endast västerut)                | Sundholmsgatan   | Gräsviken                            |
|                             | '                 | Lappviks bro                     | längd 582 m      | färdigställd 1965                    |
|                             | 51 Motorväg (3+3) |                                  |                  |                                      |
|                             |                   |                                  | Lemisholmsvägen  | Drumsö                               |
|                             |                   | (endast västerut)                | Drumsövägen      |                                      |
|                             |                   | Hanaholmsknuten                  |                  | Hanaholmen                           |
|                             |                   | Björnholmsknuten                 | 101 Ring I       | Ring I, Otnäs                        |
|                             |                   | Hagalundsknuten (endast österut) | Tapiolavägen     | Hagalund, Westend                    |
|                             | 51 Motorväg (4+4) |                                  |                  |                                      |
|                             |                   | Westendknuten (endast västerut)  | Sunnanvindsvägen | Hagalund, Westend                    |
|                             |                   | Gäddviksknuten (endast österut)  | Gäddviksgatan    | Gäddvik, Ängskulla                   |
|                             | 51 Motorväg (3+3) |                                  |                  |                                      |
|                             |                   | Mattknuten                       | 102 Ring II      | Ring II, Olars, Mattby               |
|                             |                   | Biskopsknuten (endast västeut)   | Biskopsbron      | Mattby, Olars                        |
|                             | 51 Motorväg (3+2) |                                  |                  |                                      |
|                             |                   | Finnoknuten                      | Finnobron        | Esbo centrum, Finno, Kaitans         |
|                             | 12                | Esboviksknuten                   | Mårtensbro       | Esboviken, Sommaröarna, Sökö, Nöykis |
|                             | 51 Motorväg (2+2) |                                  |                  |                                      |
|                             |                   | Stensviksknuten                  | 1130 Köklaxleden | Köklax, Stensvik                     |
|                             | '                 | Stensviks bro                    |                  |                                      |
|                             |                   |                                  | Sundsbergsvägen  | Masaby, Sundsberg                    |
|                             |                   |                                  | 50 Ring III      | Ring III                             |
|                             |                   |                                  | Jorvasbågen      | Jorvas                               |
|                             |                   |                                  | Porkalavägen     |                                      |
|                             |                   |                                  | Kyrkslättsvägen  | Kyrkslätt                            |
| 51 Landsväg Kyrkslätt–Karis |                   |                                  |                  |                                      |